# 젊은엄마: 내 나이가 어때서
"젊은엄마: 내 나이가 어때서"는 2015년에 개봉한 대한민국의 영화이다.

## 캐스팅
- 명계남 : 박용태 역
- 채민서 : 이진희 역
- 홍서준 : 박성민 역
- 안민영 : 오미란 역
- 김민상 : 박영찬 역
- 문창길 : 마영감 역
- 수지 : 나레이터모델1 역
- 송채린 : 나레이터모델2 역
- 주인철 : 남자친구 역
- 박대규 : 이벤트 실장 역
- 송요셉 : 족발집사장 역
- 이석현 : 신장 내과 의사 역
- 임연비 : 순희할머니 역
- 최남욱 : 동료 역
- 강진희 : 김부장 역
- 남진복 : 사진사 역
- 이도국 : 취객 역
- 임주현 : 옷가게 주인 역
- 박송이 : 병원 수납직원 역
- 이인주 : 병원 아이 역
- 이지은 : 희진 목소리 역
- 현태경 : 라디오 DJ 역
- 안민영 : 주인아줌마 목소리 역